# Bandai Namco Music Live
Bandai Namco Music Live Inc. (株式会社バンダイナムコミュージックライブ Kabushiki gaisha Bandai Namuko Myujikku Raibu?), anteriormente Bandai Namco Arts, es una empresa japonesa formada por la fusión de Bandai Visual y su subsidiaria Lantis por su propietario Bandai Namco Holdings en febrero de 2018. La empresa es responsable de la misma área de sus predecesoras, que son producción y distribución de anime y producción y distribución de música.

## Establecimiento

El logotipo anterior que utilizó la empresa entre 2018 y 2022

En febrero de 2018, Bandai Namco Holdings anunció que Lantis y su empresa matriz, Bandai Visual, se fusionarían para convertirse en una empresa llamada Bandai Namco Arts el 1 de abril de 2018, haciendo el mismo negocio que las dos compañías anteriores, pero estando más relacionadas entre sí.
En octubre de 2021, Bandai Namco Holdings anunció la reorganización del grupo. Sunrise manejará la compañía de negocios visuales recientemente combinada, que consistirá en Sunrise, los contenidos de video de Bandai Namco Arts y Bandai Namco Rights Marketing. Bandai Namco Arts se centrará en la compañía de música y eventos en vivo, que consistirá en los contenidos musicales de Bandai Namco Arts, Bandai Namco Live Creative y Sunrise Music.

## Etiquetas

### Etiquetas de vídeo (ahora deBandai Namco Filmworks)
- Bandai Visual - Películas para Niños, obras, Películas de acción y dramas
- Emotion - Anime/Efectos Especiales

### Etiquetas de música
- Lantis - Etiqueta principal
- Kiramune - Etiqueta de Actor de Voz masculino
- GloryHeaven - Etiquetar relacionado con Sony Marketing de Música